# Peosidrilus boeschi
Peosidrilus boeschi är en ringmaskart som först beskrevs av Erséus 1984.  Peosidrilus boeschi ingår i släktet Peosidrilus och familjen glattmaskar. Inga underarter finns listade i Catalogue of Life.